# 阿莉莎·坎普林
阿莉莎·坎普林（英語：Alisa Camplin，1974年11月10日—），澳大利亚女子自由式滑雪运动员，主攻空中技巧。她曾代表澳大利亚参加2002年和2006年冬季奥林匹克运动会自由式滑雪比赛，获得一枚金牌和一枚铜牌。